# The Possession
The Possession is een Amerikaans-Canadese horrorfilm uit 2012 onder regie van Ole Bornedal. Het verhaal is gebaseerd op een artikel van Leslie Gornstein in de Los Angeles Times, genaamd 'Jinx in a Box'. Dat gaat over een op eBay verkocht antiek houten kistje dat een overlever van de Holocaust zou hebben meegenomen naar Amerika. Hierin zou een kwade geest huizen die bakken ellende zou hebben veroorzaakt voor verschillende eigenaars van het kistje.

## Verhaal

### Proloog
Een oudere vrouw benadert een houten kistje in haar huiskamer met een hamer en wijwater. Een stem praat in het Pools tegen haar. Voor ze iets kan uitrichten, gooit een onzichtbare kracht haar door de kamer en vouwt haar in onmogelijke houdingen. Haar zoon treft haar kort daarna bewusteloos aan op de vloer.

### Plot
Clyde en Stephanie zijn pas gescheiden en nog aan het uitzoeken hoe ze hun dochtertjes Hannah en Em zo goed mogelijk door de scheiding kunnen loodsen. In de auto met zijn dochters, rijdt Clyde langs een garageverkoop. Ze stoppen om even tussen de spulletjes te snuffelen. Em vindt daarbij een houten kistje met Hebreeuwse tekens erop dat ze graag wil hebben. Clyde stemt toe en rekent af. Een met verband omwikkelde oude vrouw in het huis ziet Em lopen met het kistje en raakt in paniek. Het meisje schrikt en rent vlug naar haar vader.
Clyde en Em komen er thuis achter dat het niet eenvoudig is om het kistje open te maken. 's Avonds in bed vindt het meisje toch uit hoe het mechanisme werkt. Ze vindt een tand, een grote dode mot en een ring in het kistje. Die laatste doet ze om. In de tijd die volgt, isoleert Em zich langzaam maar zeker van andere mensen. Ze wordt stil en krijgt agressieve buien. Het houten kistje wordt alles voor haar. Ze wil er constant bij in de buurt zijn en als andere mensen er aanzitten, wordt ze hysterisch. Clyde vindt haar op een avond catatonisch in haar slaapkamer, terwijl die vergeven is van de motten. Em heeft later het gevoel dat er iets in haar keel vastzit. Ze kijkt in de badkamerspiegel in haar mond en ziet hoe twee vingers door haar keelgat naar buiten reiken, ze schrikt hevig.
Vanwege haar gedrag in de klas oppert Ems lerares Miss Shandy om het meisje een tijdje weg te houden van het kistje en neemt het in beslag. 's Avonds hoort ze geluiden in het kistje en probeert ze het open te maken. Een onzichtbare kracht gooit haar daarop door het raam naar buiten, haar dood tegemoet.
Wanneer Em haar vader vertelt dat er in het kistje een onzichtbare vrouw woont die haar speciaal vindt, is voor hem de maat vol. Hij rijdt naar een afgelegen straatje en gooit het kistje daar in een container. Zodra hij terugkomt, zit Em hem op te wachten. Ze wil weten waar haar kistje is, maar haar vader weigert haar dat te vertellen. Een onzichtbare kracht geeft Em daarop verschillende klappen in haar gezicht. Hannah hoort dit. Doordat haar vader met zijn rug naar haar toe staat, ziet ze niet precies wat er gebeurt en denkt ze dat hij Em slaat. Em gaat ervandoor en rent rechtstreeks naar het straatje waarin de container met het kistje staat. Nadat ze die eruit haalt, praat een stem in het Pools tegen haar. Een zwerm motten vliegt vanuit het kistje haar keel in. Clyde vindt Em bewusteloos terug op de grond en neemt haar mee naar huis. Hij geeft haar daar aan Stephanie en de inmiddels opgetrommelde politie. Op verdenking van kindermishandeling mag Clyde zijn dochters voorlopig niet meer zien. Hij keert verslagen terug naar het straatje om het kistje op te halen.
Clyde brengt het kistje naar professor McMannis. Die identificeert het als een dibboek-doos. In het Joodse geloof dient dit als gevangenis voor een kwaadaardige geest of demoon. Clyde zoekt Em op en begint naast haar bed voor te lezen uit de Thora. Een onzichtbare kracht grist het boek uit zijn handen en smijt het de kamer door. Em staart Clyde alleen maar uitdrukkingsloos aan. Stephanie komt boos de kamer binnen en stuurt hem weg.
Clyde gaat naar de Chassidisch Joodse gemeenschap in Brooklyn, waar hij een afspraak heeft met Tzadok. Die neemt hem mee naar zijn vader en een groep andere Joodse geestelijken. Ze horen Clyde aan, maar weigeren te helpen, uit angst dat de dibboek tijdens een uitdrijving overspringt naar de uitdrijver. Ze vinden het te gevaarlijk en vertellen Clyde dat hij maar moet hopen dat God ingrijpt. Tzadok voelt zich niettemin verplicht om te helpen en gaat met Clyde mee naar Em. Tijdens de autorit probeert hij achter de ware naam van de dibboek te komen. Zonder is een uitdrijving onmogelijk. Tzadok vindt de naam van de dibboek door het spiegeltje in het kistje kapot te slaan. Daarachter staat in Hebreeuwse letters 'Abyzou', wat hij vertaalt als 'nemer van kinderen'.
Stephanie betrapt Em er 's nachts op dat ze rauwe lappen vlees uit de koelkast haalt en in haar mond stopt. Ze probeert haar moeder daarop aan te vallen. Stephanies nieuwe vriend Brett stelt voor om Em door een psychiater te laten onderzoeken, maar vlucht wanneer het meisje zijn tanden op onverklaarbare wijze doet uitvallen. Daarna krijgt ze een aanval en verliest ze het bewustzijn. Tijdens een daaropvolgende MRI-scan kijkt Stephanie mee op de monitor. Ze schrikt als ze op de beelden een vrouwengezicht ziet in de borstholte van haar dochter. Ervan overtuigd dat haar dochter bezeten is, laat ze Clyde weer toe bij Em. Die neemt Tzadok mee. Samen zoeken ze een lege ruimte op in het ziekenhuis om in het geheim een uitdrijving uit te voeren. Em ontsnapt en rent naar het mortuarium, met Clyde op haar hielen.
Em valt Clyde aan. De dibboek springt daarbij over naar hem. Tzadok komt aan en realiseert zich dat er iets niet klopt. Hij begint opnieuw een uitdrijvingsritueel. De dibboek wordt daardoor gedwongen Clydes lichaam te verlaten en terug in de houten kist te kruipen. Abyzou blijkt eruit te zien als een klein, glibberig, rimpelig vrouwtje met een verwrongen demonisch hoofd.

### Epiloog
Tzadok belt Clyde om te vertellen dat hij een goede plek gaat zoeken voor de dibboek-doos en hem daarna zijn auto terugbrengt. Clyde vertelt hem dat hij de wagen mag houden omdat hij toch nergens heen gaat. Stephanie en hij zijn weer bij elkaar. Hij kon een felbegeerde baan krijgen als basketbalcoach in North Carolina, maar die hoeft hij niet meer. Tzadok hangt op en wordt direct daarna geramd door een vrachtwagen. Van de wagen waar hij in zat, blijven alleen brokken over. Enkele meters van het ongeluk ligt de dibboek-doos, intact. Een vrouwenstem begint in het Pools te praten.

## Rolverdeling
- Jeffrey Dean Morgan - Clyde
- Kyra Sedgwick - Stephanie
- Natasha Calis - Em
- Madison Davenport - Hannah
- Matisyahu - Tzadok
- Grant Show - Brett
- Rob LaBelle - Russell
- Nana Gbewonyo - Darius
- Anna Hagan - Eleanor
- Brenda Crichlow - Miss Shandy
- Jay Brazeau - Professor McMannis
- David Hovan - Adan
- Armin Chaim Kornfeld - Rebbe Shah
- Greg Rogers - Dr. Walterson
- Cameron Sprague - Abyzou
- Ned Bellamy - Trevor